# Free State Stars
Free State Stars is een Zuid-Afrikaanse voetbalclub uit Bethlehem uit de provincie Vrijstaat. De club werd opgericht in 1977 onder de naam Makwane Computer Stars.

## Bekende (ex-)spelers
- Fikru Tefera
- Glenn Verbauwhede

## Trainer-coaches
- Gordon Igesund (2009–2010)
- Sunday Chidzambwa (2010)
- Steve Komphela (2011–2014)
- Tom Saintfiet (2014–2015)
- Kinnah Phiri (2015–2016)
- Denis Lavagne (2016–)